# Alliansen
Alliance for Sverige (fra svensk: Allians för Sverige) er en politisk alliance i Sverige. Alliancen består af fire centrum-højre-partier i Riksdagen. Alliancen blev formet mens partierne alle var i opposition, men alliancens primære formål var at sikre borgerligt flertal ved riksdagsvalget 2006, hvilket også lykkedes.
De fire partier er Moderaterna, Centerpartiet, Folkpartiet (siden 2015 “Liberalerna“) og Kristdemokraterna.
| Riksdags valg | Moderaterna | Center partiet | Folkpartiet/ Liberalerna | Krist demokraterna | SD | Alliansen |
| ------------- | ----------- | -------------- | ------------------------ | ------------------ | -- | --------- |
| 2006          | 97          | 29             | 28                       | 24                 |    | 178 (349) |
| 2010          | 107         | 23             | 24                       | 19                 |    | 173 (349) |
| 2014          | 84          | 22             | 19                       | 16                 |    | 141 (349) |
| 2018          | 70          | 31             | 20                       | 22                 |    | 143 (349) |
| 2022          | 68          |                | 16                       | 19                 | 72 | 176 (349) |

Ved riksdagsvalget 2010 tabte Alliancen absolut flertal, men Reinfeldt fortsatte som statsminister. For første gang
siden almene valg blev indført i Sverige kunne en borgerlig regering beholde magten i to mandatperioder.
Alliancen led dog nederlag ved riksdagsvalget 2014 og gik i opposition.
Centerpartiet. forlod Alliancen i 2022 da de andre borgerlige partier lukket Sverigedemokraterne ind i alliancen, hvilket Centerpartiet ikke ønsket de ønsket i stedet en regering hen over midten